# Исправников, Владимир Олегович
 Владимир Олегович Исправников (14 октября 1948, село Надеждино, Омский район, Омская область — 19 декабря 2014, Москва) — российский экономист, член Верховного Совета РФ (1990—1993), заместитель председателя Верховного Совета РФ (1993). Кандидат экономических наук (1979), доктор экономических наук (1993). Член-корреспондент Академии экономических наук и предпринимательской деятельности. Руководитель Фонда социально-экономических исследований «Перспективные технологии».

## Биография
Родился в семье учителей. В 1966 году он окончил среднюю школу села Красноярка Омского района. В 1972 году с отличием окончил Омский политехнический институт по специальности инженер-экономист. В первой половине 1970-х годов работал на Омском машиностроительном заводе техником, затем инженером-экономистом. Затем преподавал в высших учебных заведениях Омска, в том числе с 1984 по 1990 год возглавлял кафедру политэкономии Сибирского автомобильно-дорожного института. В 1978 году закончил очную аспирантуру экономического факультета МГУ, в 1979 году защитил кандидатскую диссертацию по экономике. В 1981 году стал Лауреатом Всесоюзного конкурса молодых учёных-экономистов.
Руководил разработкой программ и экономических обоснований различных проектов. Среди них программы строительства жилья в Омске, экономическое обоснование строительства метрополитена в Омске, концепция перехода Омской области и города Омска на принципы экономической самостоятельности и самоуправления, предложения по развитию малых городов области. В 1988 году избран депутатом Омского городского совета.
В 1990 году избран народным депутатом РСФСР. В том же году стал членом Комитета ВС РСФСР по вопросам экономической реформы и собственности, а также Комитета ВС РСФСР по науке и народному образованию (вышел в 1991). Возглавлял авторский коллектив по разработке и принятию Закона «О собственности в РФ» и занимал должность секретаря Высшего Экономического Совета при Президиуме ВС РФ, председателем которого стал в 1991 году. В мае 1991 года становится одним из координаторов фракции «Беспартийные депутаты». С 1992 по 1993 годы был членом Совета Республики Верховного Совете РСФСР/РФ, где возглавлял Комиссию Совета Республики по межреспубликанскому экономическому сотрудничеству. В 1992 году руководил работой по созданию Программы «Реформы без шока», альтернативной программе Е. Гайдара. С июня 1992 года один из лидеров парламентской коалиции «Демократический центр», член фракции «Рабочий союз — реформы без шока». В марте 1993 года избран заместителем председателя Верховного Совета РФ.
Будучи народным депутатом выступал за приведение Конституции России в соответствие со Всеобщей декларацией прав человека, за разделение властей и проведение референдумов по ключевым вопросам. Считал необходимым конституционное закрепление разнообразия и равноправия различных форм собственности. Высказывался за переход к экономической самостоятельности регионов и наделение Сибири правом хозяйственной самостоятельности.
В августе 1993 года включён в состав Совета Государственной инвестиционной корпорации (ГОСИНКОР). В том же году стал председатель Научно-методического совета по проблемам обучения народных депутатов и работников представительных органов государственной власти и местного самоуправления.
В декабре 1993 года, после разгона Верховного Совета РФ, баллотировался в Государственную Думу I созыва от блока «Гражданский союз во имя стабильности, справедливости и прогресса» (№ 15 списка). Блок не сумел преодолеть пятипроцентный заградительный барьер.
С 1993 года член Международного союза экономистов. В 1993—1995 годах был вице-президентом Вольного экономического общества России. В 1994 году защитил докторскую диссертацию по экономике. В 1995 году создал и возглавил Фонд социально-экономических исследований «Перспективные технологии». С 1997 года — профессор кафедры социологии и политологии факультета дополнительного образования МГУ им. М. В. Ломоносова. Вместе с общественными и производственными организациями занимался разработкой и внедрением программ социально-экономического развития регионов, которые предусматривали ускорение темпов жилищного строительства, создание новых рабочих мест, повышение уровня жизни населения, решение вопросов экологической безопасности.
В 2005 году стал председателем Правления Общероссийского общественного учреждения «Общественный институт экологической экспертизы» («ЭКОЭКС»). В декабре 2005 года институт провёл Всероссийскую научно-практическую конференцию «Экологическая экспертиза в современной России: итоги и перспективы», посвящённую 10-летию Федерального закона от 23.11.1995 г. № 174-ФЗ «Об экологической экспертизе». В 2006 году институт разработал «Методические рекомендации по организации и проведению общественных обсуждений объектов экологической экспертизы и по организации и проведению общественной экологической экспертизы», которые одобрил и рекомендовал к распространению Общественныё Экологическиё совет при Министерстве природных ресурсов и экологии России. 30 июня 2006 года «ЭКОЭКС» победил в конкурсе в рамках реализации Федеральной целевой программы «Развитие г. Сочи как горноклиматического курорта (2006—2014 годы)», заказчиком конкурса был ФГУП «Объединённая дирекция развития города Сочи». Институт выиграл два лота: «Проведение общественных слушаний и сопровождение документов территориального планирования г. Сочи» и «Проведение общественных слушаний и сопровождение генерального плана туристско-спортивного горноклиматического курорта „Красная поляна“».
Почётный профессор Сибирской государственной автомобильно-дорожной академии (СибАДИ) с 2001 года и Омского государственного технического университета (ОГТУ) с 2012 года. Был членом правления Омского землячества в Москве, Совета по внешней и оборонной политике (СВОП), Экспертно-консультативного совета при Председателе Счётной палаты РФ, Президиума Центрального Совета Всероссийского общества охраны природы (ВООП), Общественного совета при Министерстве природных ресурсов и экологии России. С 2008 года участвовал в работе секции № 4 «Экологический контроль, мониторинг, экспертиза, аудит» Комитета Госдумы по природным ресурсам, природопользованию и экологии.
Жил и работал в Москве. Покончил с собой. Похоронен 22 декабря 2014 года в Москве на Хованском кладбище.

## Публикации
Автор 94 публикаций, в том числе 10 учебно-методических и 30 научных работ, используемых в педагогической практике.
- 1973 — «Некоторые социально-экономические аспекты создания экологически чистой технологии». «Труды Ом. высш. шк. милиции». Вып. 28: «Социально-экономические аспекты борьбы с правонарушениями» (Редкол.: П. Ф. Николаев и др.). Омск, 1978. С.40-50.
- 1981 — «Проблема формального и реального социалистического обобществления производства». «Общественный труд в условиях зрелого социализма: материалы 2-й регион. Сиб. конф. по полит. экономии». Регион. науч.-метод. Совет вузов Зап. Сибири, Кем. ун-т (отв. ред. д-р экон. наук А. П. Бычков). Томск: Изд-во ТГУ. С. 64-65.
- 1982 — «О методологии исследования основного производственного отношения социализма». Сборник «Некоторые проблемы основного экономического закона социализма» (редкол.: Е. И. Лавров и др.). Томск: Изд-во ТГУ. С. 37-46.
- 1984 — «Особенности обобществления социалистического производства в условиях научно-технической революции». Сб. науч. тр. ОмГУ «Методологические и теоретические проблемы единого народнохозяйственного комплекса». (редкол.: Е. И. Лавров (отв. ред.) и др.; рец. канд. экон. наук, доц. О. В. Катихин). Омск: ОмГУ. С. 62-73.
- 1991 — «Коррупция: понятие, сущность, меры и ограничения: Лекция». М.: Академия МВД СССР, 34 С.
- 1992 —
  - «Реформа без шока» (в соавторстве, руководитель авторского коллектива). М.
  - «Налоги, сборы, пошлины России» (справочник под общ. ред. Ю. М. Воронина, В. О. Исправникова). М.: «Республика». 366 с. ISBN 5-250-02338-X
- 1993 — «Экономическая реформа: приоритеты и механизмы». М.
- 1996 —
  - «Как продолжать реформы в России: Экономические, экономико-правовые и социальные аспекты» (в соавторстве с В. В. Куликовым). М.: Фонд за экон. грамотность, Рос. экон. журн. 176 с. ISBN 5-88002-016-9
  - «Теневая экономика: экспроприация, отмывание или легализация?». «Социально-политический журнал», № 6.
  - «Теневая экономика: экономические, социальные и правовые аспекты: Мат-лы науч. конф. 9.07.1996» (Общ. редакция B. О. Исправникова, В. В. Куликова). М.: Независимый благотворительный фонд культуры «Форос», с. 116.
- 1997 —
  - «Теневая экономика в России: иной путь и третья сила» (в соавторстве с В. В. Куликовым). М.: Рос. экон. журн.. 192с. ISBN 5-900401-18-9
  - «„Серая“ экономика под властью криминальных структур». «Экономика и жизнь». № 47. С. 27.

## Личная жизнь
Отец — Олег Михайлович Исправников (1923—1972). Мать — Зинаида Дмитриевна Исправникова (род. 3.08.1927). Жена — Маргарита Витальевна Исправникова (род. 15.12.1959). Дочь — Ольга (род. 24.11.1985).
Любимое занятие — работа. Увлекается оперной музыкой (предпочитая Л. Паваротти), рыбалкой, теннисом. В 1970-х годах был чемпионом города Омска по теннису.